# Иван Донков (генерал)
Вижте пояснителната страница за други личности с името Иван Донков.
Иван Савов Донков е български офицер, генерал-майор, участник Сръбско-българската (1885), командир на 8-и артилерийски с. с. полк през Балканската (1912 – 1913) и Междусъюзническата война (1913), командир на 7-а артилерийска бригада през Първата световна война (1915 – 1918).

## Биография
Иван Донков е роден на 30 август 1867 г. в Пирдоп. На 20 септември 1882 г. постъпва на военна служба, а през 1883 г. постъпва във Военното на Негово Княжеско Височество училище, достига до звание юнкер, дипломира се 75-и по успех от 163 офицери, на 27 април 1887 г. е произведен в чин подпоручик и зачислен във 4-ти пехотен плевенски полк. Служи в Разградския артилерийски склад. На 18 май 1890 г. е произведен в чин поручик, а през 1895 в чин капитан. През 1900 г. е командир на батарея от 3-ти артилерийски полк. Служи и в 6-и артилерийски полк. През 1904 г. е произведен в чин майор. От 1909 г. е началник на отделение в 3–и артилерийски полк, а от април същата година е началник на отделение в 8–и артилерийски полк. На 22 септември 1912 е произведен в чин подполковник.
Подполковник Донков взема участие в Балканската (1912 – 1913) и Междусъюзническата война (1913) като командир на 8-и не с. с. артилерийски полк. В началото на 1915 г. поема командването на 2–ри гаубичен полк. По време на Първата световна война (1915 – 1918) е командир на 7-а артилерийска бригада. През 1919 г. е уволнен от служба.

## Военни звания
- Подпоручик (27 април 1887)
- Поручик (18 май 1890)
- Капитан (1895)
- Майор (1904)
- Подполковник (22 септември 1912)
- Полковник (1 октомври 1915)
- Генерал-майор (31 декември 1935)

## Образование
- Военно на Негово Княжеско Височество училище (1883 – 1887)

## Награди
- Военен орден „За храброст“ IV степен 1 клас
- Военен орден „За храброст“ IV степен 2 клас
- Народен орден „За военна заслуга“ V степен на обикновена лента
- Народен орден „За военна заслуга“ V степен на военна лента
- Орден „За заслуга“ на обикновена лента
- Царски орден „Св. Александър“ III степен с мечове по средата